# Tanatofobia
La tanatofobia (dal greco thanatos che significa morte, e phobos che significa paura) indica una morbosa paura della morte e dell'idea della propria mortalità, e delle manifestazioni ad essa collegate. Da non confondersi con necrofobia che indica la paura dei cadaveri. Tale fobia può sorgere in seguito a traumi subiti, per motivi emozionali o nevrotici. Nelle persone tanatofobiche tutto ciò che riporta anche remotamente alla morte è causa di attacchi di panico e profonda angoscia.